# Jersey
 For alternative betydninger, se Jersey (flertydig). (Se også artikler, som begynder med Jersey)
Jersey (Jèrriais: Jèrri), officielt Bailiwick of Jersey (fransk: Bailliage de Jersey; Jèrriais: Bailliage dé Jèrri) er en britisk Crown dependency (kronbesiddelse) og ø beliggende ud for Normandiet, Frankrig. Til området Jersey hører, ud over øen selv, de ubeboede øer Minquiers og Ecréhous. Sammen med øerne Guernsey, Sark, Herm og Alderney udgør Jersey Kanaløerne. Storbritannien har ansvaret for øernes beskyttelse; Jersey er ikke en del af kongeriget, men hører under den britiske krone, omtrent som øen Man. Jersey er ikke medlem af EU, men har en samarbejdsaftale med EU.
Øens økonomi er i høj grad drevet af finansiel service.

## Historie
Over den lille by Gorey er slottet Mont Orgueil, som blev nævnt så tidligt som 1212. Slottet er et af de første slotte på øen Jersey. Det ligger i øens østkyst og blev forsvaret godt i krigen.
Jersey var sammen med Guernsey de eneste engelske områder i Europa, der blev besat af Tyskland under 2. verdenskrig. Jersey var besat fra 1. maj 1940 til 9. maj 1945, da krigen i Europa sluttede. Befrielsesdagen fejres hvert år med optog og festligheder.

## Geografi
Jerseys areal er 116 km² (cirka på størrelse med Læsø), og øen ligger i Den Engelske Kanal ca. 19,2 km ud for Normandiets kyst. Det er den største og sydligste af Kanaløerne.
Klimaet er tempereret med milde vintre og kølige somre. Landskabet består af bløde bølgende sletter, med lave ujævne bakker langs nordkysten.

## Befolkning
En stor del af øens beboere (godt og vel 50 %) er ikke født på øen. 30 % af befolkningen bor i hovedstaden Saint Helier. I alt bor der 89.000 mennesker på Jersey. 
Den anglikanske kirke (Church of England) er statsreligionen, men der er også metodister, primært ude på landet. Desuden er der en stor romersk-katolsk minoritet på øen.
Mange unge flytter fra øen, hvilket har medført en generel aldring af befolkningen.